# Славутич (Славутич)
Футбольний клуб «Славутич» — український футбольний клуб з міста Славутича Київської області.

## Попередні назви
- 1994—1996: «Схід»
- 1996—1997: «Нерафа»
- 1997—1998: «Славутич-ЧАЕС»
- 1998—зараз: ФК «Славутич»

## Історія
В сезоні 1994/95 року в третій лізі команда «Трансімпекс» після першого кола об'єдналася з білоцерківською «Россю» і продовжила виступи в третій лізі як фарм-клуб під назвою «Трансімпекс-Рось-2» та ще і змінила прописку на Терезине Білоцерківського району Київської області. Однак і ця команда не змогла завершити чемпіонат. Після декількох неявок постала загроза виключення з числа учасників змагань. Підставив плече «Схід», якому «Трансімпекс-Рось-2» поступилася своїм місцем в розіграші за 4 тури до його завершення. Таким чином результати виступів обидвох цих команд-попередників зараховано «Сходу». Це унікальний випадок в українському футболі.

## Усі сезони в незалежній Україні
| Сезон   | Чемпіонат                                    | Чемпіонат | Чемпіонат | Чемпіонат | Чемпіонат | Чемпіонат | Чемпіонат | Чемпіонат | Кубок        | Кубок | Кубок | Кубок | Кубок | Кубок | Кубок | Примітка |
| Сезон   | Ліга                                         | Місце     | І         | В         | Н         | П         | М         | О         | Етап         | І     | В     | Н     | П     | М     | О     | Примітка |
| ------- | -------------------------------------------- | --------- | --------- | --------- | --------- | --------- | --------- | --------- | ------------ | ----- | ----- | ----- | ----- | ----- | ----- | --- |
| 1994/95 | Третя                                        | 15 з 22   | 42        | 14        | 9         | 19        | 35−51     | 51        | —            | —     | —     | —     | —     | —     | —     | результати виступів всіх цих команд зараховано «Сходу» |
| 1994/95 | в тому числі «Трансімпекс» (Вишневе)         | —         | 21        | 8         | 6         | 7         | 23−20     | 30        | —            | —     | —     | —     | —     | —     | —     | результати виступів всіх цих команд зараховано «Сходу» |
| 1994/95 | в тому числі «Трансімпекс-Рось-2» (Терезине) | —         | 17        | 5         | 2         | 10        | 8−25      | 17        | —            | —     | —     | —     | —     | —     | —     | результати виступів всіх цих команд зараховано «Сходу» |
| 1994/95 | в тому числі «Схід» (Славутич)               | —         | 4         | 1         | 1         | 2         | 4−6       | 4         | —            | —     | —     | —     | —     | —     | —     | результати виступів всіх цих команд зараховано «Сходу» |
| 1995/96 | Друга Група А                                | 15 з 22   | 40        | 14        | 10        | 16        | 43-51     | 52        | 1/128 фіналу | 1     | 0     | 1     | 0     | 2−2   | 1     | «Схід» |
| 1996/97 | Друга Група А                                | 14 з 16   | 30        | 8         | 3         | 19        | 24−56     | 27        | 1/128 фіналу | 1     | 0     | 0     | 1     | 2−4   | 0     | «Нерафа» |
| 1997/98 | Друга Група В                                | 8 з 17    | 30        | 12        | 6         | 12        | 39−38     | 42        | 1/128 фіналу | 0     | 0     | 0     | 0     | 0−0   | 0     | «Нерафа» відмовилася від участі в кубку, 9 жовтня 1997 року команда «Нерафа» змінила назву на «Славутич-ЧАЕС» і знялася із змагань перед наступним чемпіонатом |
| Всього  | Третя                                        | 1 сезон   | 42        | 14        | 9         | 19        | 35−51     | 51        | >2 сезони    | 2     | 0     | 1     | 1     | 4−6   | 1     | |
| Всього  | Друга                                        | 3 сезони  | 100       | 34        | 19        | 47        | 106−145   | 87        |              |       |       |       |       |       |       | |